# Rio Burghina
O Rio Burghina é um rio da Romênia afluente do Rio Mânjeşti, localizado no distrito de Vaslui.